# FIFA Soccer 96
FIFA Soccer 96 ou FIFA 96 é um videojogo de futebol, produzido em 1995 pela Extended Play Productions e pela Probe Entertainment, e editado Eletronic Arts para Sega Mega Drive, Sega Saturn, Sega 32X, Game Gear, PlayStation, Super Nintendo e DOS.
Foi o primeiro Fifa Soccer com licença da FIFPro para utilizar nomes originais dos jogadores em atividade àquela época.

## Ligas
Fußball-Bundesliga